# إلينا هولمبرغ
إلينا هولمبرغ (بالإسبانية: Elena Holmberg)‏ هي دبلوماسية أرجنتينية، ولدت في 24 مايو 1931 في بوينس آيرس في الأرجنتين، وتوفيت في 1978.